# Eleições parlamentares europeias de 1984 (Alemanha Ocidental)
As eleições parlamentares europeias de 1984 na Alemanha Ocidental, realizadas a 17 de Junho, serviram para eleger os 81 deputados do país no Parlamento Europeu.

## Resultados Oficiais
| Partido                 | Partido                     | Partido                     | Votos          | %               | +/-     | Deputados | +/-     |
| ----------------------- | --------------------------- | --------------------------- | -------------- | --------------- | ------- | --------- | ------- |
|                         |                             | União Democrata-Cristã      | 9 308 411      | 37,46 / 100,00  | 1,62    | 34 / 81   | Estável |
|                         | União Social-Cristã         | 2 109 130                   | 8,49 / 100,00  | 1,63            | 7 / 81  | 1         |         |
| A União                 | A União                     | 11 417 541                  | 45,95 / 100,00 | 3,25            | 41 / 81 | 1         |         |
|                         | Partido Social-Democrata    | Partido Social-Democrata    | 9 296 417      | 37,41 / 100,00  | 3,42    | 33 / 81   | 2       |
|                         | Os Verdes                   | Os Verdes                   | 2 025 972      | 8,15 / 100,00   | 4,94    | 7 / 81    | 7       |
|                         | Partido Democrático Liberal | Partido Democrático Liberal | 1 192 624      | 4,80 / 100,00   | 1,17    | 0 / 81    | 4       |
|                         | A Lista da Paz              | A Lista da Paz              | 313 108        | 1,26 / 100,00   | 0,86    | 0 / 81    | Estável |
|                         | Outros                      | Outros                      | 605 709        | 2,43 / 100,00   |         | 0 / 81    |         |
| Votos inválidos         | Votos inválidos             | Votos inválidos             | 387 383        | 1,54 / 100,00   | 0,9     |           |         |
| Total                   | Total                       | Total                       | 25 238 754     | 100,00 / 100,00 |         | 81 / 81   |         |
| Eleitorado/Participação | Eleitorado/Participação     | Eleitorado/Participação     | 44 465 989     | 56,76 / 100,00  | 8,97    |           |         |